# Berzy-le-Sec
Berzy-le-Sec korábbi község Franciaországban, Aisne megyében. Lakosainak száma 380 fő (2020. január 1.). Berzy-le-Sec Chaudun, Courmelles, Noyant-et-Aconin, Ploisy, Vierzy és Villemontoire községekkel határos.
2023. január 1-jén Noyant-et-Aconin korábbi községgel egyesült és az így létrejött Bernoy-le-Château új község része lett.

## Népesség
A település népességének változása:
| Lakosok száma | 385  | 368  | 365  | 395  | 400  | 401  | 399  | 385  | 379  | 380  |
|               | 1968 | 1975 | 1990 | 1999 | 2011 | 2013 | 2016 | 2017 | 2019 | 2020 |